# Municipal Buildings (Greenock)

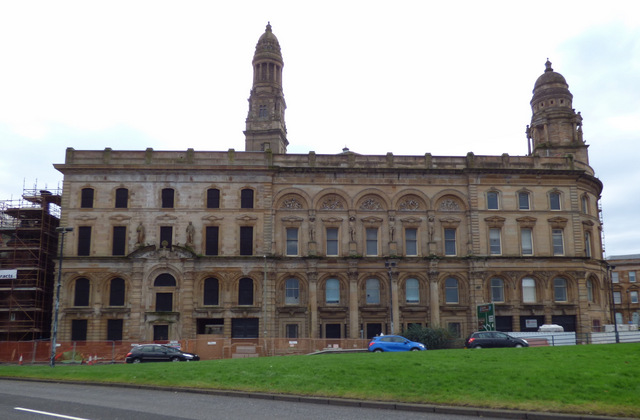
Blick von der High Stret aus nordwestlicher Richtung

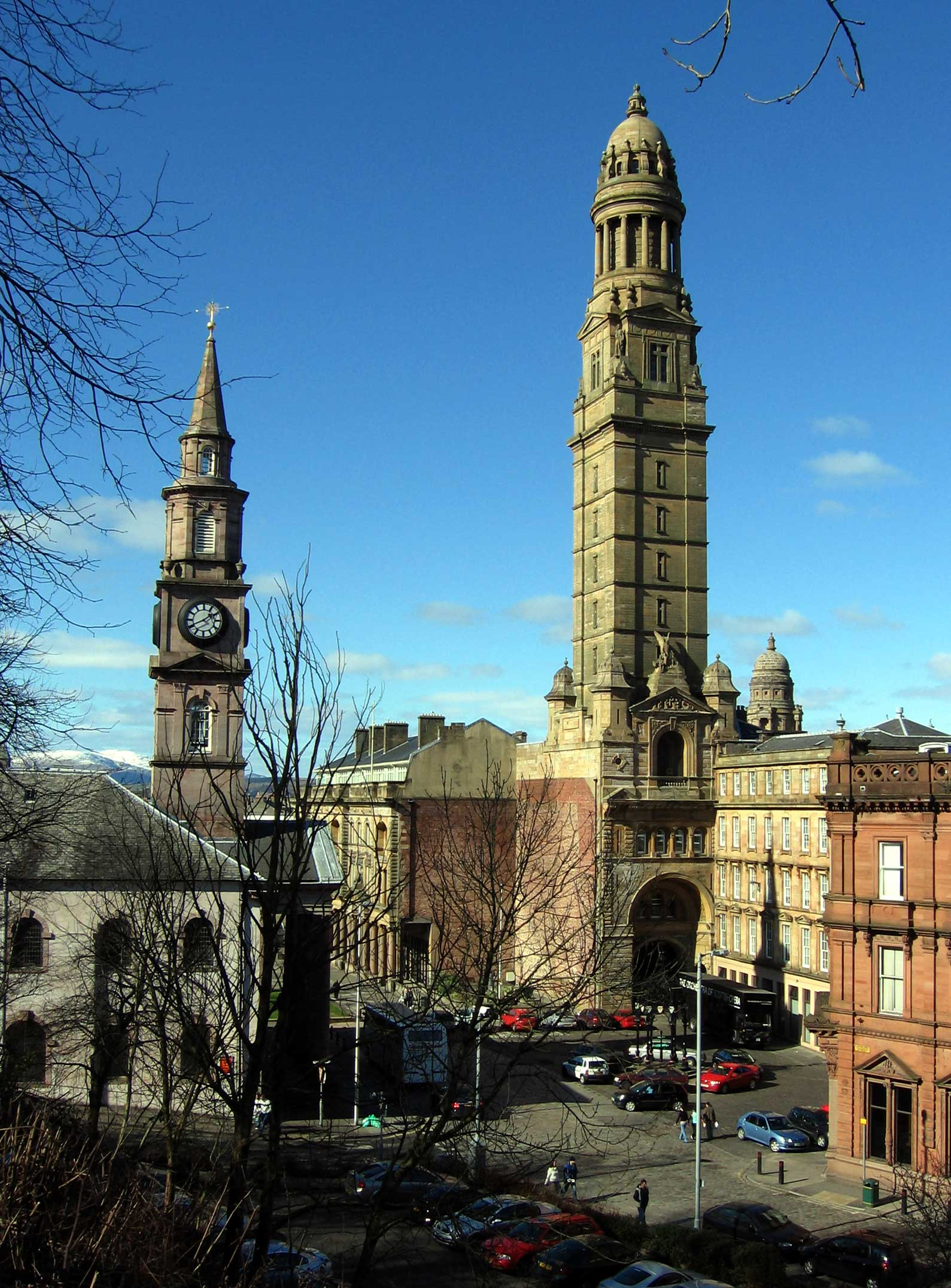
Blick von der Cathcart Street aus südöstlicher Richtung mit Cowan’s Corner; links die Wellpark Mid Kirk

Die Municipal Buildings von Greenock beherbergen die Stadtverwaltung der schottischen Stadt Greenock in Inverclyde. 1971 wurde das Bauwerk in die schottischen Denkmallisten in der höchsten Kategorie A aufgenommen.

## Beschreibung
Das Gebäude liegt im Stadtzentrum am Endpunkt der A8 und der A78 gegenüber der Wellpark Mid Kirk. Es nimmt einen Großteil des Karrees ein. Der Bau wurde im Jahre 1881 begonnen und 1886 abgeschlossen. Stilistisch flossen Motive der mediterranen Architektur und der schottischen Renaissancearchitektur in den Entwurf mit ein. Auffällig ist der mit einer Kuppel abschließende, rund 75 m hohe Victoria Tower, der zuletzt fertiggestellt wurde. Das Gebäude ist sowohl von außen als auch im Innenraum reich ornamentiert mit Granitpfeilern, Skulpturen und Atlanten. Im Südosten, am Fuße des Victoria Towers ist eine Gebäudeecke ausgespart, an der unverkleideter Backstein hervortritt. Dort befand sich früher ein Laden, dessen Eigentümer, Robert Cowan, sich weigerte das Grundstück zum Bau der Stadtverwaltung zu verkaufen. Aus diesem Grund wurde dieses Gebäude kurzerhand umbaut. Der Laden fiel 1941 einem Luftangriff zum Opfer. Die Aussparung wird heute in Anlehnung an den Ladenbesitzer als Cowan’s Corner bezeichnet.